# Heinz Hoenig
Heinz Hoenig född 24 september 1951 i Landsberg am Lech, Västtyskland, växte upp i Harlingerode i Bad Harzburg, tysk skådespelare.

## Filmografi (urval)
- 1994 - Polismördaren
- 1982 - Mamma
- 1981 - Operation Leo
- 1981 – Ubåten
- 1977 – Heinrich